# سوتان تانابه
سوتان تانابه (انگلیسی: Sotan Tanabe؛ زادهٔ ۶ آوریل ۱۹۹۰) بازیکن فوتبال اهل ژاپن است.
از باشگاه‌هایی که در آن بازی کرده‌است می‌توان به باشگاه فوتبال توکیو و باشگاه فوتبال سابادل اشاره کرد.